# La Emergencia
La Emergencia (en inglés: The Emergency, en irlandés: Ré na Práinne) fue un eufemismo oficial usado por el Gobierno de Irlanda durante la década de 1940 para referirse a su posición política durante la Segunda Guerra Mundial. El Estado fue oficialmente neutral durante la II Guerra Mundial, pero declaró un estado de emergencia el 2 de septiembre de 1939, y aprobó el Acta de Poderes de Emergencia al día siguiente. A través de dicha ley se daban nuevos poderes al gobierno durante el periodo en que duró "La Emergencia", tales como el internamiento sin juicio, censura de la prensa y correspondencia y el control de la economía por parte del gobierno. El término ha permanecido en uso, por ejemplo, en contextos culturales e históricos, o en libros de texto. El Acta fue derogada el 2 de septiembre de 1946. Desde entonces, y aunque el estado de emergencia como tal no fue rescindido hasta el 1 de septiembre de 1976, no se aprobó ninguna legislación de emergencia que explotase esa anomalía.

## Antecedentes
En 1939, los 26 condados del sur de Irlanda eran un dominio británico, denominados habitualmente por el anglicismo de su nombre en Irlandés (Eire). Desde 1932 el partido gobernante era el republicano Fianna Fáil, dirigido por Éamon de Valera. De Valera consiguió promulgar una nueva constitución en 1938, que distanciaba a la República de Irlanda del Reino Unido. Mantenía buenas relaciones con el Primer Ministro Británico, Neville Chamberlain y no solo fue capaz de conseguir que este aceptara la nueva constitución, sino que había resuelto ciertas diferencias económicas y negociado la entrega de los Puertos del Tratado (los tres puertos irlandeses que habían permanecido bajo jurisdicción británica después del Tratado Anglo-Irlandés). 
El mayor desacuerdo entre los dos países era el estatus de Irlanda del Norte, que había permanecido como parte del Reino Unido tras el Tratado. Mientras los irlandeses la veían como una parte integral de la nación de Irlanda, los británicos eran reticentes a abandonar a la mayoría unionista de esa región a una Irlanda unificada. Dentro de la misma Irlanda, el IRA armado, que se veía a sí mismo como el "auténtico" gobernante de Irlanda, rechazó el acuerdo y se mostró dispuesto a expulsar a los británicos por la fuerza si era necesario.

## Declaración de La Emergencia
Hacia septiembre de 1939, era inevitable que se produjera una guerra de carácter general en Europa. El 2 de septiembre, de Valera le dijo al Dáil Éireann que la neutralidad era la mejor política para el país. Recibió el apoyo casi unánime del el Dáil, y de la población en general (incluyendo los elementos pro-británicos). La constitución irlandesa fue modificada para permitir al gobierno tomar poderes de emergencia, aprobándose el "Acta de Poderes de Emergencia" en 1939. Esto permitió al gobierno tomar control de la vida económica del país bajo el mando del nuevo Ministro de Provisiones, Sean Lemass. Se hizo un uso generalizado de estos poderes. El internamiento sin juicio, aprobado en dicha ley, de aquellos que hubieran cometido un crimen (o se supusiera que estaban a punto de cometer uno) se usó de modo extensivo contra el IRA. La censura de la prensa y de la correspondencia estaba a cargo del Ministro de Coordinación de Medidas Defensivas, Frank Aiken. Se creyó necesario prevenir la publicación de asuntos que pudieran minar la neutralidad de Irlanda, evitando que se convirtiera en centro de operaciones de cuerpos de inteligencia extranjera. Sin embargo, después del periodo de emergencia empezó a usarse para propósitos políticos más partidistas, tales como evitar la publicación de la cantidad de soldados irlandeses que servían en las fuerzas armadas del Reino Unido, o en cuestiones acerca de disputas industriales dentro de Irlanda. Adicionalmente, la información que se hacía pública al pueblo irlandés era cuidadosamente controlada. De Valera hacía las labores de Ministro de Asuntos Exteriores, aunque el secretario para el Departamento de Asuntos Exteriores, Joseph Walshe tuvo una fuerte influencia.
En la declaración de la "Emergencia", Walshe pidió al embajador alemán en Dublín, Eduard Hempel que le asegurara que Alemania no usaría su cuerpo diplomático para labores de espionaje ni para atacar el comercio irlandés con el Reino Unido. Viajó posteriormente a Londres, el 6 de septiembre, donde se encontró con el Secretario de Dominios, Anthony Eden, que fue conciliador y defendió la neutralidad irlandesa en sucesivas reuniones del gabinete británico. Además, se acordó el nombramiento de Sir John Maffey como representante británico en Dublín.
La posibilidad de la neutralidad irlandesa había sido discutida desde antes del Tratado Anglo-Irlandés en 1921. Una de las objeciones británicas a la independencia irlandesa era que Irlanda podía caer bajo la influencia de un poder extranjero, o ser usada como puerta de entrada para una invasión del Reino Unido. Se había sugerido que Irlanda podría satisfacer las objeciones británicas declarando una neutralidad perpetua, similar a Suiza. Para el gobierno de Irlanda, la neutralidad significaba no mostrar parcialidad por ningún bando. Por un lado, eso significaba el anuncio abierto de actividad enemiga tal como el avistamiento de submarinos o la llegada de paracaidistas, y la supresión de cualquier actividad de inteligencia extranjera. Por el otro, el gobierno no mostraba ningún tipo de preferencia pública hacia cualquier bando, a diferencia por ejemplo de los Estados Unidos en 1940 y 1941. Esto se debió en parte a que de Valera tenía que mantener la unidad nacional, lo que implicaba contentar a la gran parte de la sociedad irlandesa que rechazaba todo lo que tuviera que ver con los británicos, y que admiraban a Alemania hasta cierto punto. Esas actitudes eran compartidas por Aiken, Walshe, y hasta cierto grado por de Valera, quien rechazó aceptar el peligro que para la democracia en Europa representaba la Alemania nazi. Durante la primera parte de la guerra, Aiken y Walshe predijeron la derrota británica, creyendo además que sería ventajoso para Irlanda. El gobierno de Fianna Fáil desarrolló su labor en solitario y no incorporó a ningún otro partido en la toma de decisiones.

## Eventos significativos
Éamon de Valera, que era Taoiseach (primer ministro) durante La Emergencia, introdujo el Acta de Poderes de Emergencia y Ofensas Contra el Estado y la Corte de Criminales Especiales para eliminar al IRA, muchos de cuyos miembros buscaban provocar un enfrentamiento entre el Reino Unido e Irlanda. Esta legislación represiva fue introducida después de que el IRA robara las reservas de munición del Ejército irlandés de su almacén en la llamada Redada de Navidad en diciembre de 1939. El gobierno empezó a reclutar por si se daba el caso de una invasión. En julio de 1940, tres agentes de la Abwehr (Inteligencia alemana) fueron arrestados fuera de Skibbereen después de desembarcar cerca de Castletownshend, Condado de Cork. La misión de los agentes era infiltrarse en el Reino Unido vía Irlanda. La captura de un espía alemán más exitosa fue la de Hermann Goertz, que fue capturado en posesión del "Plan Kathleen"- un plan del IRA que detallaba un plan de invasión de Irlanda del Norte apoyado por los Nazi. Al principio de la guerra, de Valera rechazó las demandas de Winston Churchill de abrir los antiguos Treaty Ports a embarcaciones británicas.
En 2005 se hicieron públicos documentos de la Oficina de Registro Público del Reino Unido en referencia a contactos entre de Valera y un oficial del MI6 británico en 1942 sobre la alianza entre los aliados e Irlanda. Detalles de estas reuniones no fueron hechos públicos pero se cree que los británicos hicieron una vaga oferta a de Valera de una Irlanda unida. De Valera no tomó la oferta seriamente.

### Bombardeos en Belfast
Mientras, Irlanda del Norte (como parte del Reino Unido) estaba en guerra y los astilleros Harland y Wolff en Belfast estaban entre los objetivos estratégicos para los ataques alemanes. La Luftwaffe llevó a cabo un ataque aéreo en Belfast el 7 de abril de 1941 donde ocho personas murieron. No había ninguna defensa de la ciudad. El Martes de Pascua, 15 de abril de 1941, 180 bombarderos de la Luftwaffe atacaron Belfast. De nuevo, no había defensas de la RAF, solamente 7 baterías antiaéreas. De cualquier manera dejaron de disparar por temor a dañar los aviones (ausentes) de la RAF. Más de 200 toneladas de explosivos, 80 minas terrestres atadas a paracaídas y 800 bombas incendiarías fueron lanzadas. Más de 1.000 personas murieron y 56.000 casas (más de la mitad de las viviendas de la ciudad) fueron dañadas dejando 100.000 personas temporalmente sin hogar. Fuera de Londres, ésta fue la pérdida de vidas más grande en un ataque aéreo nocturno durante la Batalla de Inglaterra sobre todo debido a la falta de defensas aéreas en Belfast. A las 4:30AM Basil Brooke pidió ayuda a Éamon de Valera. En dos horas, 13 camiones de bomberos de Dublín, Drogheda, Dundalk y Dún Laoghaire estaban de camino a cruzar la frontera irlandesa para ayudar a sus colegas de Belfast. De Valera pronunció, después, su discurso de "ellos son nuestro pueblo" y protestó formalmente ante Berlín. Aunque después hubo un ataque el 4 de mayo, éste sólo dañó los muelles y astilleros.

### Bombardeos de Dublín
En la noche del 30 de mayo del mismo año, el Norte de Dublín fue el objetivo de un ataque aéreo de la Luftwaffe. Treinta y ocho personas murieron y setenta casas fueron destruidas en Summerhill Parade, North Strand y la North Circular Road. El gobierno alemán dijo que el ataque había sido un error y Alemania pagó compensación después de la guerra. Sin embargo se ha discutido que este bombardeo aéreo fue una advertencia deliberada por parte de Alemania de no ayudar al esfuerzo aliado (debido a que los bomberos de Dublín habían ayudado a apagar los incendios en Belfast y por tanto los astilleros habían entrado en funcionamiento más rápido), aunque en realidad parece más bien un error. En ese momento, Alemania se disculpó diciendo que los vientos altos habían desviado los aviones. Eduard Hempel, cabeza de la Delegación Alemana en Dublín dijo que eran aviones capturados siendo pilotados por británicos. El 13 de octubre, la agencia de noticias alemana anunció que el gobierno alemán pagaría compensación por el lanzamiento de bombas sobre Dublín. Winston Churchill después admitió la posibilidad de que los ataques hubieran sido el resultado de un invento británico que distorsionaba los sistemas de navegación de la Luftwaffe sacando a los aviones de curso.

## Neutralidad
La posibilidad de la neutralidad irlandesa ha sido discutida desde antes del Tratado Anglo-Irlandés de 1921. Una de las objeciones británicas a la independencia irlandesa era que Irlanda podía caer bajo la influencia de un poder extranjero o ser usada como puerta de entrada para una invasión del Reino Unido. Se sugirió que Irlanda podría satisfacer las objeciones británicas declarando neutralidad perpetua, similar a Suiza.
El estado irlandés era el único dominio de la Commonwealth en tener una política oficial de neutralidad. La neutralidad irlandesa en la Segunda Guerra Mundial surgió por muchas razones. Una gran parte de la sociedad irlandesa reconocía la importancia de la lucha contra el fascismo. Alrededor de 43.000 ciudadanos de lo que ahora es la República de Irlanda y alrededor de 38.000 de Irlanda del Norte (donde no había conscripción) sirvieron en las fuerzas británicas durante la II Guerra Mundial, y había muchos actos de apoyo no anunciado a los aliados. El apoyo de parte del gobierno irlandés se ha vuelto más claro desde la publicación de documentos de Estado en la década de los 90.
Por otro lado, elementos del IRA que deseaban minar el Tratado Anglo-Irlandés, acabar con la partición y con el gobierno británico en Irlanda del Norte, contactaron e intentaron compartir información con los Servicios de Inteligencia y el Ministerio de Relaciones Exteriores de la Alemania Nazi. Esto fue parte de un significativo sentimiento antibritánico. El Tratado Anglo-Irlandés y la subsecuente Guerra Civil Irlandesa estaban recientes y el gobierno británico en Irlanda del Norte era visto por muchos como una ocupación ilegal. Esto dio lugar a que una significativa parte de la sociedad y gobierno irlandés, del cual de Valera era parte, afirmara que había una equivalencia moral entre los Aliados y el Eje. Por ejemplo, de Valera en la Sociedad de Naciones en 1938 vio el conflicto en términos de las políticas de las grandes potencias del siglo XIX, mencionando que si las grandes naciones se iban a portar irresponsablemente, las pequeñas naciones no deberían asistirlas.
Una alianza con el Reino Unido por lo tanto amenazaba con una seria inestabilidad política. La política de neutralidad permitió al Estado mantener la unidad política interna. Adicionalmente, se sintió que el país no podía manejar una gran guerra debido a problemas económicos de la época y la disminución del ejército desde la Guerra Civil Irlandesa. Debido a la estratégica posición de Irlanda en los puntos más occidentales de Europa del norte, había también un grave peligro de invasión y ocupación de cualquier lado, una ansiedad subrayada por la ocupación de Islandia por el Reino Unido en 1940. La neutralidad irlandesa durante la II Guerra Mundial tuvo amplio apoyo con solo un voto en contra en el Dáil Éireann (la cámara baja del parlamento), de James Dillon, quien argumentaba que el Senado debería estar del lado de los aliados. Renunció a su asiento en el Dáil Éireann y en el Fine Gael, el principal partido de la oposición, por su apoyo a la neutralidad.

### Los aliados y la Neutralidad
- A los militares británicos que se estrellaron sobre el Estado Irlandés les permitieron irse libres si podían demostrar que no estaban en misión de combate, de otra manera serían liberados "bajo licencia" (prometiendo quedarse) y muchos escogieron escapar al Reino Unido a través de Irlanda del Norte.[8]
- A mecánicos británicos y estadounidenses se les permitió recuperar aviones aliados que se habían estrellado.
- Informes detallados de las condiciones del clima en el océano Atlántico fueron enviados secretamente en una línea oficial al Reino Unido "cada día de la guerra", crucialmente el 6 de junio de 1944 cuando la decisión de Eisenhower de seguir con los aterrizajes del Día D fue decidida por un informe del clima de Blacksod Bay, Condado de Mayo.[9]
- Cuando, en 1941, la policía irlandesa descubrió el "Plan Kathleen" en una residencia donde un agente alemán, Hermann Goertz se había estado quedando, los irlandeses pasaron copias al MI5 en Londres, quien las reenvió a la RUC en Belfast. Planes conjuntos de acción fueron elaborados entre los servicios de inteligencia y ejércitos británicos e irlandeses bajo el nombre de Plan W.
- General McKenna, el Jefe de Estado Mayor del Ejército Irlandés, visitaba regularmente a oficiales británicos en Belfast y en 1942 doce oficiales irlandeses se entrenaron con fuerzas británicas especiales en Poyntz Pass, Condado de Armagh. La cooperación no terminó ahí y también incluyeron la señalización británica a través de líneas GPO cuando creía que aviones alemanes se dirigían hacia Irlanda.[10]
- De diciembre de 1940 en adelante el Gobierno de Dublín accedió a aceptar más de 2.000 mujeres y niños británicos evacuados de Londres debido al "Blitz". Estos evacuados incluían más de doscientos niños huérfanos por el bombardeo.[11]
- Ataques a barcos irlandeses, un ejemplo siendo el ataque al "Kerlogue" del que intentaron responsabilizar a los alemanes, fueron luego admitidos por los británicos y ofrecieron pagar por compensación cuando fragmentos de municiones británicas fueron encontrados incrustados en la nave.[12]
- Las minas en el canal de San Jorge a siete millas de la costa irlandesa en Dungarvan, y el uso de aguas irlandesas por tráfico de naves británicas.[13]

### El Eje y la Neutralidad
- Pilotos, naves y personal naval alemanes que eran descubiertos en Irlanda eran siempre internados y permanecían así por la duración del conflicto.[14]
- Las actividades de los agentes de Inteligencia Alemana (Abwehr) en Irlanda a lo largo de los años de guerra y sus intentos de contactar y juzgar a elementos del IRA y del Ejército Irlandés- mucho de ellos agentes, si no es que todos- fueron expuestas o capturados.
- El embajador alemán en la Embajada Alemana en Dublín, Eduard Hempel, tuvo su radio confiscada en 1943 para prevenir que enviara información a sus líderes[15]
- El ataque de torpedo del U-Boot que hundió la nave "Irish Oak" el 19 de mayo de 1943. de Valera dijo que "había sido un ataque insensible e inexcusable. No había posibilidad de un error, las condiciones de visibilidad era buenas y las marcas de neutralidad eran claras en nuestras naves. No se les dio ninguna advertencia."[16]
- El "Bombardeo del Lado Norte" el 31 de mayo de 1941 como se explica anteriormente y el ataque de bombas en la cremería Campile, Condado de Wexford.[17] Bombardeos también ocurrieron en Malin, Condado de Donegal el 5 de mayo de 1941, y Arklow el 1 de junio de 1941.[18]
- Repetidos intentos de ofrecer armas británicas capturadas a De Valera si se aliaba con los alemanes.[19]

## Relaciones con Alemania
En busca de su política de neutralidad, el Gobierno irlandés rechazó cerrar las embajadas alemana y japonesa. En 1939 el Gobierno alemán tenía muy poca inteligencia en Irlanda y en el Reino Unido. Esto es porque Hitler había esperado un détente o alianza con el Reino Unido, a quien había considerado como "aliados naturales" de la Alemania Nazi. Cuando esfuerzos concertados para construir una imagen confiable de la fuerza del ejército británico empezaron alrededor de 1939-1940, se hicieron esfuerzos para infiltrar espías en Reino Unido vía Irlanda, pero esos esfuerzos fallaron consistentemente (Ver Operación Langosta & Operación Gaviota). La Abwehr también hizo intentos de impulsar vínculos de inteligencia con el IRA, pero encontró que el IRA no estaba en condición de ser usado en serio- estos intentos no iban a ocurrir durante el periodo de 1939 - 1943. El ejército alemán también hizo planes detallando como una invasión de Irlanda podría llevarse a cabo. Estos planes fueron titulados Plan Verde y cualquier invasión iba a servir como un ataque en apoyo de un ataque principal para conquistar Gran Bretaña llamado Operación León Marino. Ambos planes estuvieron guardados hasta 1942. Cuando las tropas estadounidenses empezaron a estacionarse en Irlanda del Norte en 1942, el Plan Verde fue reimpreso porque había más miedo entre el Alto Mando Alemán (y el Gobierno Irlandés) que el ejército estadounidense intentara una invasión de Irlanda, siguiendo su ocupación de Islandia (después de la invasión británica) y Groenlandia en 1941. Estos miedos llevaron a otro plan de inteligencia alemana- Operación Osprey, pero fue abandonado cuando la temida invasión estadounidense nunca ocurrió.
Los británicos también tenían un plan para intentar reconquistar la isla de Irlanda en la eventualidad de una invasión alemana. Ellos siempre habían buscado asegurarle a de Valera que cualquier invasión por sus tropas sería solo por invitación. Éste esquema fue titulado Plan W y detalles intrincados fueron trabajados con el gobierno y el ejército irlandés sobre como reaccionar a una invasión alemana. El ejército irlandés compartió detalles de sus defensas y habilidades militares con los británicos y tropas estacionadas en Irlanda del Norte. Las confirmaciones de los británicos no consolaron del todo a de Valera, y sospechaba frecuentemente, mientras las fuerzas alemanas no amenazaban al Reino Unido, que los británicos pudieran invadir Irlanda. Él no sabía que el Primer Ministro de Irlanda del Norte, James Craig, (1.er Vizconde de Craigavon) estaba presionando a Londres para atacar un puerto en Cork, o que se habían hecho intentos de dividir el consenso sobre la política de neutralidad. Concesiones tales como relajar los reclamos sobre el Lago Swilly para permitir a las patrullas marinas y aéreas británicas ayudaron a liberar la tensión. Mientras la guerra se tornaba contra la Alemania nazi en sus campañas orientales, y mientras la Abwehr se volvía menos y menos efectiva, alrededor de 1943-1944, operaciones en la isla de Irlanda cesaron de ser de interés para el gobierno y ejército alemán y por tanto de los británicos. En general, durante el periodo el interés de Valera fue mantener la neutralidad irlandesa. Las autoridades irlandesas buscaron una campaña agresiva de internamiento contra el IRA, incluyendo redadas en la Fuerza de Seguridad Local (LSF), ejecuciones, y acción agresiva por la Inteligencia Militar Irlandesa (G2) significaron que las actividades de la Legión Alemana en Dublín eran supervisadas cuidadosamente e intentos de infiltrar espías en el país fueron rápidamente descubiertos.

### Judíos víctimas del Holocausto
Elementos de la opinión pública fueron lentos en aceptar la naturaleza del régimen Nazi y los cambios en el mundo después de emerger del capullo de la neutralidad. Por ejemplo, en Kilkenny en 1945, una carta a un periódico local declaraba que los filmes en Belsen era "sólo propaganda" y había sido fingido por los británicos usando hindús hambrientos. Un editorial del "Líder de Limerick" en 1945 notaba que, "La campaña contra los criminales de guerra está extrañamente confinada a aquellos que estaban peleando en el lado equivocado." Sin embargo continuaba diciendo que 
"Las atrocidades aliadas no pueden excusar el barbarismo monstruoso del Reich."

Había indiferencia oficial al establecimiento de las víctimas judías del Holocausto durante y después de la guerra. Esto a pesar de que de Valera tenía conocimiento de los crímenes cometidos contra las víctimas judías del Holocausto tan pronto como 1943. Un ejemplo de esto es la dificultad de grupos judíos de obtener estatus de refugiados para niños judíos después del final de la guerra, mientras al mismo tiempo, un plan para traer cuatrocientos niños católicos desde Renania no encontró ningún problema. El Departamento de Justicia explicaba en 1948 que: 
"Siempre ha sido política del Ministro de la Justicia restringir la admisión de extranjeros judíos, por la razón de que cualquier incremento sustancial en nuestra población judía pudiera crear un problema de anti-semitismo."
De cualquier manera, de Valera actuó sobre el Departamento de Justicia y los 150 niños judíos refugiados fueron traídos de Irlanda de 1948. Antes, en 1946, 100 niños judíos de Polonia fueron traídos a Clonyn Castle en el Condado de Meath por una caridad judía de Londres. En 1952 volvió a actuar sobre el Departamento de Justicia para admitir a cinco familias ortodoxas que huían de los comunistas. En 1966, la comunidad judía en Dublín arreglo plantar y dedicar el Bosque de Valera en Israel, cerca de Nazareth, en reconocimiento de su consistente apoyo a los judíos de Irlanda.
Con ocasión de la muerte de Adolfo Hitler, de Valera realizó una visita controvertida a Hempel para expresar su simpatía con el pueblo alemán por la muerte del Führer. Esta acción ha sido defendida como propia dada la neutralidad del Estado. Douglas Hyde, presidente de Irlanda, también envió sus condolencias , una acción que molestó al ministro de los Estados Unidos pues no hubo acción similar por la muerte del Presidente de los Estados Unidos Franklin D. Roosevelt.

## La Emergencia después del final de la II Guerra Mundial
La negativa de De Valera de reconocer la diferencia entre la II Guerra Mundial y anteriores guerras Europeas estaba ilustrado en su respuesta a una transmisión de radio del Primer Ministro Británico, Winston Churchill el Día de la Victoria en Europa. Churchill alabó la resistencia del Reino Unido para no ocupar Irlanda para asegurar las "Aproximaciones desde el Oeste" durante la Batalla del Atlántico:
"los Aproximaciones que los puertos y campos aéreos irlandeses del sur pudieron haber sido fácilmente defendidas, fueron cerrados por U-boots y aviones hostiles. Este fue un momento mortal en nuestra vida, y si no hubiera sido por la lealtad y amistad de Irlanda del Norte, habríamos estado forzados en venir y cerrar lazos con el Sr. de Valera, perecer del la tierra. Sin embargo, con una resistencia y equilibrio que, me aventuro a decir, la historia encontrará pocos paralelos, el gobierno de Su Majestad nunca puso una mano violenta sobre ellos, aunque a veces pudo parecer fácil y un tanto natural, y dejamos que el Gobireno de Valera festejar con los representantes alemanes y luego con los japoneses como su corazón dispusiera."
De Valera le contestó a Churchill en otra transmisión de radio, que fue popular entre mucho nacionalistas irlandeses.:
"Se pueden hacer concesiones a la declaración del Sr. Churchill, sin embargo no tiene validez, en la primera descarga de victoria. Tal excusa no podría ser encontrada por mí en ésta atmósfera más calmada. Hay, sin embargo, algunas cosas que es esencial decir. Trataré de decirlas tan desapasionadamente como me sea posible. El Sr. Churchill hace claro que, en ciertas circunstancias, habría violado nuestra neutralidad y que hubiera justificado sus acciones por necesidad británica. Me parece extraño que el Sr. Churchill no vea que esto, si fuera aceptado, se volvería un código moral y que cuando esta necesidad fuera suficientemente grande, los derechos de otras personas no contarían...eso es precisamente por lo que tuvimos esta desastrosa sucesión de guerras - la I Guerra Mundial y la II Guerra Mundial - y ¿deberá haber una III Guerra Mundial? El Sr. Churchill está orgulloso de que Inglaterra está sola, después de que Francia había caído y antes que América entrara en guerra. ¿Podría ser que no encontrará en su corazón la generosidad de reconocer que hay una pequeña nación que resistió sola no sólo por un año o dos sino por varios cientos de años contra la agresión; que soportó hambrunas, masacres, en sucesión sin fin; que fue aporreada muchas veces en la insensibilidad, pero que cada vez en el regreso a la conciencia tomaba la pelea como nueva; una pequeña nación que nunca puedo ser obligada a aceptar la derrota y nunca rindió su alma?"
Después del final de la guerra, Hempel permaneció en Irlanda y de Valera primero se resistió a permitir regresar a Alemania los agentes alemanes, y después, por petición de Hempel, el Gobierno irlandés se opuso al resultado de los juicios de Núremberg. Documentos producidos por el Departamento de Asuntos Externos negaban a aceptar el concepto de criminal de guerra y comparaban los juicios de Núremberg al uso británico del sistema judicial en Irlanda contra los Nacionalistas.
El regreso de voluntarios irlandeses regresaron a la indiferencia o hasta la hostilidad. En general ellos se veían defendiendo a Irlanda así como al Reino Unido y apoyaban la neutralidad irlandesa. Sin embargo, después del fin de la guerra, al personal de los Estados Unidos se les permitió usar sus uniformes en Irlanda, pero no aquellos que habían servido en las fuerzas Británicas. Además, el gobierno Irlandés canceló la marcha del Día del Armisticio. Legislación especial fue introducida para que los 4.000 soldados irlandeses que habían desertado al Reino Unido (más después de que no hubiera amenaza a la neutralidad irlandesa) sufrieran castigos adicionales a su regreso. Opiniones en la República sobre los voluntarios irladeses queda algo dividida y el asunto permanece siendo sensible para muchos. Por muchos años y ya que el gobierno irlandés no los reconocía; sin embargo, en abril de 1995 Taoiseach John Bruton rindió homenaje a aquellos que
"se alistaron para pelear contra la tiranía Nazi en Europa, por lo menos 10.000 de los cuales fueron muertos mientras servían en uniformes británicos. Recordando su valentía, estamos recordando una experiencia compartida del pueblo irlandés y británico. Recordamos una parte británica de la herencia de todos los que viven en Irlanda."